# Cibodas (Lembang)
Cibodas is een bestuurslaag in het regentschap Bandung Barat van de provincie West-Java, Indonesië. Cibodas telt 10.113 inwoners (volkstelling 2010).